# Кабовердиански език
Кабовердианският език (самоназвание: Kabuverdianu) е креолски език, говорен от около 934 000 души в Кабо Верде.
Езикът произлиза от португалския, но много думи са заети от езика мандинка и други африкански езици. Кабовердианският език има 59% лексикално сходство с креолския в Гвинейския залив. От обявяването на независимостта на държавата през 1975 г. населението предпочита креолския език пред португалския. От 1975 г. той е национален език.